# NGC 6246
NGC 6246 is een balkspiraalstelsel in het sterrenbeeld Draak. Het hemelobject werd op 28 juni 1886 ontdekt door de Amerikaanse astronoom Lewis A. Swift.

## Synoniemen
- UGC 10580
- MCG 9-27-98
- ZWG 277.5
- ZWG 276.48
- IRAS 16488+5537
- PGC 59077